# Didem Balçın
Didem Balçın (* 18. Mai 1982 in Ankara) ist eine türkische Schauspielerin.

## Leben und Karriere
Didem Balçın wurde am 18. Mai 1982 in Ankara geboren. Ihre Familie mütterlicherseits ist türkischer und albanischer Herkunft. Sie studierte an der Universität Ankara. Nach ihrem Abschluss zog sie nach Istanbul und trat in verschiedenen Werbespots und Fernsehserien auf. Von 2014 bis 2019 spielte sie in der Fernsehserie Diriliş Ertuğrul die Hauptrolle. Zwischen 2019 und 2022 war Balçın in der Serie Kuruluş Osman zu sehen.
Mai 2020 heiratete sie den türkischen Schauspieler Can Aydın. Ihr erstes Kind wurde im April 2021 geboren.

## Filmografie (Auswahl)
Filme
- 2007: Hayattan Korkma
- 2010: Çakallarla Dans
- 2010: Çıkış Noktası
- 2012: Açlığa Doymak
- 2012: Çakallarla Dans 2: Hastasıyız Dede
- 2014: Çakallarla Dans 3: Sıfır Sıkıntı
- 2016: Çakallarla Dans 4
- 2018: Çakallarla Dans 5
- 2022: Çakallarla Dans 6

Serien
- 2003: Gurbet Kadını
- 2010: Kadınları Anlama Kılavuzu
- 2011: Firar
- 2014–2019: Diriliş Ertuğrul
- 2017–2018: Yalaza
- 2017: Ölene Kadar
- 2018: Meleklerin Aşkı
- 2019–2022: Kuruluş Osman